# Miloš Žák
Miloš Žák(* 11. Juni 1891; † 16. Mai 1970) war ein tschechoslowakischer Offizier, der zuletzt Generalmajor der Tschechoslowakischen Armee war.

## Leben
Miloš Žák nahm als Angehöriger der Tschechoslowakischen Legionen am Ersten Weltkrieg teil. Er war von September 1918 bis März 1919 Kommandeur des in Sibirien eingesetzten 4. Tschechoslowakischen Schützenregiments, dann bis Juli 1920 Chef des Stabes der dortigen 1. Tschechoslowakischen Schützendivision. Während dieser Zeit wurde er am 13. September 1918 zum Oberstleutnant der Tschechoslowakischen Legionen befördert und am 24. Juli 1919 als Oberstleutnant in die neu aufgestellte Tschechoslowakische Armee der Ersten Tschechoslowakischen Republik übernommen. Zwischen Juli und November 1920 war er Chef des Stabes der 1. Infanteriedivision und wurde dann bis Dezember 1920 zum Generalstab abgeordnet. Im Anschluss war er bis April 1921 zunächst Kommandeur der 13. Infanteriebrigade, dann bis Oktober 1921 Kommandeur der 24. Infanteriebrigade.
Nachdem Žák zwischen Oktober 1921 und September 1923 die École Superieure de Guerre in Paris absolviert hatte, übernahm er von Oktober bis Dezember 1923 zuerst den Posten als stellvertretender Chef sowie daraufhin bis Mai 1926 als Chef der für das Militärische Nachrichtenwesen zuständigen Sektion 2 des Generalstabes der Tschechoslowakischen Armee. In dieser Verwendung erfolgte am 29. Dezember 1923 auch seine Beförderung zum Oberst. Er fungierte von Mai bis November 1926 kurzzeitig als Kommandant der Kommandoschule in Prag, war anschließend bis Dezember 1931 mehr als fünf Jahre lang Kommandeur der 20. Infanteriebrigade und wurde dort am 30. März 1929 zum Brigadegeneral befördert. Er war von Dezember 1931 bis Oktober 1934 Kommandeur der 17. Infanteriebrigade sowie zwischen Oktober 1934 und dem 25. September 1938 Kommandeur der 9. Infanteriedivision. In dieser Verwendung erfolgte am 22. Januar 1938 auch seine Beförderung zum Generalmajor. In der Phase der Eingliederung des Sudetenlandes im Zuge des Münchner Abkommens fungierte Generalmajor Miloš Žák vom 27. September bis zum 15. Oktober 1938 als Kommandeur des 39. Grenzsektors. Daraufhin war er während der Zeit der Tschecho-Slowakischen Republik, der inoffiziell sogenannten Zweiten Republik, von November 1938 bis März 1939 Kommandant der Garnison Bratislava. Mit der anschließenden Zerschlagung der Tschechoslowakei verlor er seine Dienstposten.
Nach dem Ende des Zweiten Weltkrieges wurde Generalmajor Miloš Žák im Mai 1945 in den aktiven Militärdienst in der Armee der Dritten Tschechoslowakischen Republik zurückberufen und war zunächst vom 1. August bis zum 25. Oktober 1945 Kommandierender General des V. Korps. Im Anschluss war er bis Januar 1947 stellvertretender Kommandeur des 3. Militärbezirks, dann bis Dezember 1947 stellvertretender Kommandeur des 1. Militärbezirks. 1947 wurde die Personalstärke der Armee stark reduziert und eine Reihe von Einheiten verschwand. Nach dem kommunistischen Februarumsturz wurden viele Offiziere der Armee entlassen und durch pro-kommunistische ersetzt. Er selbst trat im Dezember 1947 in den Ruhestand.